# فريدريش مولر (مؤرخ منطقة)
فريدريش مولر (بالألمانية: Friedrich Müller der Ältere)  (و. 1828 – 1915 م) هو مؤرخ منطقة، ومؤلف، وكاتب من الإمبراطورية النمساوية، ولد في سيغيشوارا، توفي في سيبيو، عن عمر يناهز 87 عاماً.